# Astrid Gil-Casares
Astrid Gil-Casares Marlier (Madrid, 16 de febrero de 1973) es una economista y escritora española.

## Biografía
Nació en Madrid en 1973. Hija del ingeniero naval Santiago Gil-Casares Armaday de la aristócrata francesa Catherine Marlier. Creció en la urbanización Puerta de Hierro y pasaba los veranos en Sotogrande. Estudió en el colegio religioso de Saint Chaumond y en el Liceo Francés y Economía y Marketing en ESADE.Habla seis idiomas.
Trabajó en banca de inversión, primero en París en el banco Rothschild; y después en Londres en CSB, HSBC  y JP Morgan.En 2004 creó la consultora Gil-Casares Consultant Limited.
En el Reino Unido conoció a Rafael del Pino Calvo-Sotelo y empezaron a salir en 2004. El 10 de junio de 2006 se casaron y se trasladó a Madrid. Tuvieron tres hijos: Tadea, Alec y Cleo.Se divorciaron en 2016.
Estando casada comenzó a escribir un guion que abandonó, retomó cuando se divorció y terminó en 2019. Fue el guion de la película ¿Qué te juegas?, dirigida por Inés de León.Sus novelas, inspiradas en sus vivencias como clase alta española, van dirigidas a mujeres de más de 45 años que tienen que afrontar el síndrome del nido vacío, la menopausia o el vértigo a la vejez.

## Obra
- Nadie me contó (2020)
- Ese jueves al anochecer me subí al tren (2022)
- No digas nada (2025)